# 矢橋龍宜
矢橋 龍宜（やばし たつよし、1961年 - ）は、日本の実業家。矢橋工業・社長、矢橋林業会長などを務める、矢橋コンツェルンの総帥。「先祖は嵯峨天皇の第12皇子で光源氏の実在モデルの有力候補とされる源融（みなもとのとおる）にまで遡る（アーカイブ）」矢橋家・本家・当主。

## 略歴
1961年矢橋龍太郎と愛知県半田市・ミツカン酢創業家・中埜家の6代目又左衛門（「中埜又左衛門」を参照）の二女 ・茅子の長男として生まれる。
1984年矢橋林業入社。1988年矢橋林業株式会社代表取締役に就任。現在、林業のほか住宅産業、木工芸、鉱山開発など多方面に事業を展開している。現在株式会社丸紅住宅資材、矢橋林業株式会社、 三星砿業株式会社、矢橋工業株式会社、清水商事有限会社、ヤバシインターナショナル株式会社、YABASHI ENTERPRISE PTE. LTD. (シンガポール)、矢橋マインパルク株式会社、金生山石灰工業株式会社、Yabashi White Limestone Mining Vietnam Corporation (ベトナム)、Yabashi Myanmar CAD Technologies Co., LTD. (ミャンマー)、YABASHI LIMESTONE TECHS KOREA CO., LTD. (韓国)などを傘下にもつ、矢橋ホールディングス株式会社代表取締役会長。
大垣市文化財保護協会副会長、大垣商工会議所議員、大垣商工会議所・商業部会・副部会長(2019年度)を務める。そのほか、学校法人渡辺学園理事を務める。

## 著作
- 矢橋龍宜=小里孝「トップと語る(3)矢橋ホールディングス株式会社 代表取締役社長 矢橋龍宜氏」経済月報4巻　1-5頁（十六総合研究所、2013年11月）
- 矢橋龍宜「ベトナム社会主義共和国 Chau Cuong 鉱山 (第61回石灰石鉱業大会パネルディスカッション資料 海外の資源開発について)」(2003)
- 矢橋龍宜（矢橋ホールディングス株式会社代表取締役社長）「CALE が社会に必要とされる理由－日本法教育研究センター・コンソーシアム特集」｜CALE NEWS（Center for Asian Legal Exchange）｜名古屋大学法政国際教育協力研究センタ－ニューズレター

## 家系図
「矢橋家家系図」によれば、矢橋家（惣本家・本家・南矢橋・北矢橋）は、嵯峨天皇・源融（紫式部『源氏物語』の主人公光源氏の実在モデルの有力候補）まで遡る。
- 《惣本家》矢橋藤十郎・幾世
  - 矢橋徳次郎（大地主、岐阜縣多額納税者、株式會社赤坂銀行、株式會社大垣銀行各取締役等）[17]
    - 矢橋敏郎
    - 矢橋郁二
    - 矢橋省三
    - 矢橋和夫
    - 矢橋豊二

  - 矢橋為吉
  - 矢橋賢吉（大蔵官僚、国会議事堂設計の中心人物、叙正三位、勲二等旭日重光章受章）
    - 矢橋きみ
- 《本家》矢橋宗太郎（廃藩置県の際、徳川家康が織田信長の岐阜城千畳敷御殿を移築し造営させたお茶屋屋敷の払下げを受く）
  - 矢橋敬吉
    - 矢橋龍吉
      - 矢橋龍太郎（矢橋工業会長）・茅子（ミツカン酢創業家・中埜家の出身〈第6代の二女〉）[18]
        - 矢橋龍宜

      - 矢橋品子

    - 矢橋次郎
      - 矢橋宗一（矢橋工業社長）・常子（旧姓・遠山）
        - 矢橋慎哉（矢橋工業会長）
        - 矢橋哲郎

      - 矢橋恒男
        - 矢橋和廣

      - 原乙彦（旧姓・矢橋）
        - 原秀六
        - 原吉弘

  - 矢橋幾世・藤十郎
    - 矢橋徳次郎
    - 矢橋賢吉

  - 矢橋友吉
    - 矢橋厚一郎
      - 矢橋徳太郎（世界最高の精度を誇る日時計の考案者、CBCクラブ文化賞受賞、鯱光会顕彰者）

  - 矢橋亮吉（1946年に昭和天皇のご訪問〈行幸〉、1965年に皇太子〈のちに天皇・上皇〉のご訪問〈行啓〉があった矢橋大理石の創業者）
    - 矢橋太郎
      - 矢橋篤子（矢橋太郎長女）・矢橋浩吉（旧姓・亀山、揖斐川電気工業〈現・イビデン〉社長、勲三等瑞宝章受章）・篤子[3]
        - 矢橋修太郎・千枝子（北村酒造社長・北村精一郎〈宗四郎〉長女）[3]
          - 矢橋晋太郎[3]
          - 矢橋正二郎[3]
          - 矢橋庸子[3]

    - 矢橋次雄［矢橋亮吉］（矢橋大理石社長）
      - 矢橋修太郎（養子）[3]

    - 矢橋五郎（関ヶ原石材社長）[3]
      - 矢橋謙一郎（関ヶ原石材社長）[3]
      - 矢橋昭三郎（関ヶ原製作所社長・相談役）[16]

    - 矢橋六郎（JR名古屋駅新幹線口にあった壁画「日月と東海の四季」を描いた洋画家、中日文化賞受賞）
    - 桑原孝子・善吉(真一)[19]（十六銀行会長）

遠縁：所郁太郎（実父・矢橋亦一、養父・所伊織）（大垣藩の生まれ、適塾塾頭、暗殺者に襲われた元勲・井上馨を治療した医師、幕末の志士、高杉晋作の参謀、長州藩遊撃隊軍監、従四位追叙）